# 1764
1764 (MDCCLXIV) fue un año bisiesto comenzado en domingo según el calendario gregoriano.

## Acontecimientos
- 15 de febrero: en el actual estado de Misuri (Estados Unidos), Pierre Laclède y Auguste Chouteauen fundan la aldea de San Luis.
- 7 de abril: Se coloca la primera piedra del Palacio Real de Madrid. (Véase Neoclasicismo en España).
- 29 de junio: en Woldegk (Alemania) sucede uno de los tornados más fuertes de la historia de Europa. Posiblemente dejó una sola víctima.
- Charles Messier descubre la nebulosa planetaria M27, la primera nebulosa de esta clase en ser descubierta.
- Publicación De los delitos y de las penas de Cesare Beccaria.
- El Parlamento británico prohíbe la emisión de moneda en las colonias.
- En París se publica el Diccionario filosófico de Voltaire.
- Wolfgang Amadeus Mozart escribe su primera sinfonía, a los ocho años de edad.
- Se prohíbe tocar música y bailar en las inmediaciones de las pulquerías de la Nueva España.

## Nacimientos
- 19 de junio: José Gervasio Artigas, militar uruguayo, héroe de la independencia (f. 1850).
- 5 de julio: Daniel Mendoza, boxeador británico (f. 1836).
- 1 de agosto: Cayetano Redondo Moreno, militar venezolano (f. 1813).
- 1 de noviembre: Josefa Dominga Catalá de Valeriola, aristócrata española.

## Fallecimientos
- 15 de abril: Madame Pompadour (Jeanne Antoinette Poisson), aristócrata francesa, amante del rey Luis XV (n. 1721).
- 30 de junio: Jeanne Boulet, una joven de 14 años, primera asesinada por la famosa Bestia de Gévaudan (n. 1750/49).
- 16 de julio: Iván VI, zar ruso, muerto en prisión.
- 1 de septiembre: Sebastiano Conca, pintor italiano (n. 1680).
- 22 de octubre:  Jean-Marie Leclair, violinista y compositor francés (n. 1697).
- 26 de diciembre: fray Benito Jerónimo Feijoo, religioso y ensayista español.